# غراهام غلين
غراهام غلين (بالإنجليزية: Graham Glenn)‏ هو موظف مدني أسترالي، ولد في 30 يوليو 1933.